# Kossogo
Kossogo (auch: Djerotchiré) ist ein Dorf in der Landgemeinde Dargol in Niger.

## Geographie

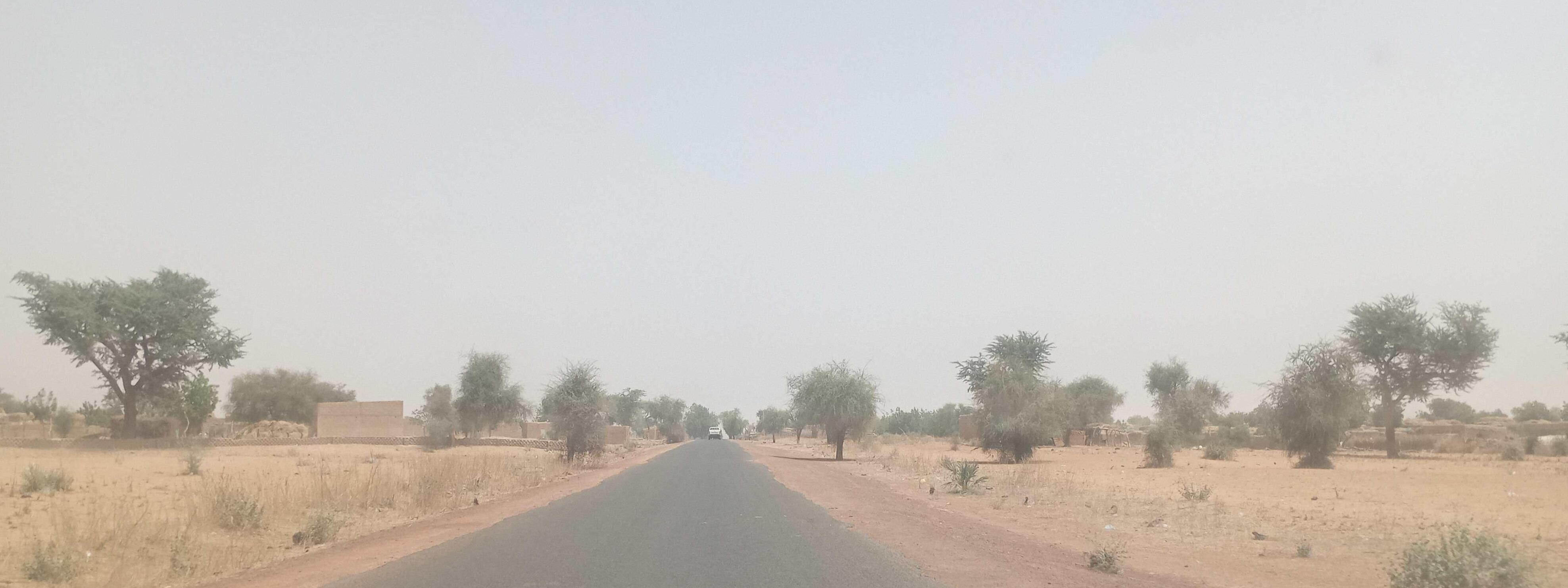
Blick auf Kossogo von Westen (2025)

Das von einem traditionellen Ortsvorsteher (chef traditionnel) geleitete Dorf befindet sich rund drei Kilometer westlich von Dargol, dem Hauptort der gleichnamigen Landgemeinde, die zum Departement Gothèye in der Region Tillabéri gehört. Kossogo liegt am linken Ufer des Flusses Dargol. Zu den größeren Dörfern in der Umgebung zählen Bandio im Westen und Garbougna im Südwesten. Die Siedlung ist Teil der Übergangszone zwischen Sahel und Sudan.

## Geschichte
Kossogo war einer jener Orte im heutigen Niger, an denen sich nach dem Untergang des Songhaireichs im Jahr 1591 Songhai-Flüchtlinge unter einem Nachkommen der Herrscherdynastie Askiya niederließen.

## Bevölkerung
Bei der Volkszählung 2012 hatte Kossogo 1323 Einwohner, die in 171 Haushalten lebten. Bei der Volkszählung 2001 betrug die Einwohnerzahl 1176 in 144 Haushalten und bei der Volkszählung 1988 belief sich die Einwohnerzahl auf 2474 in 307 Haushalten.

## Wirtschaft und Infrastruktur

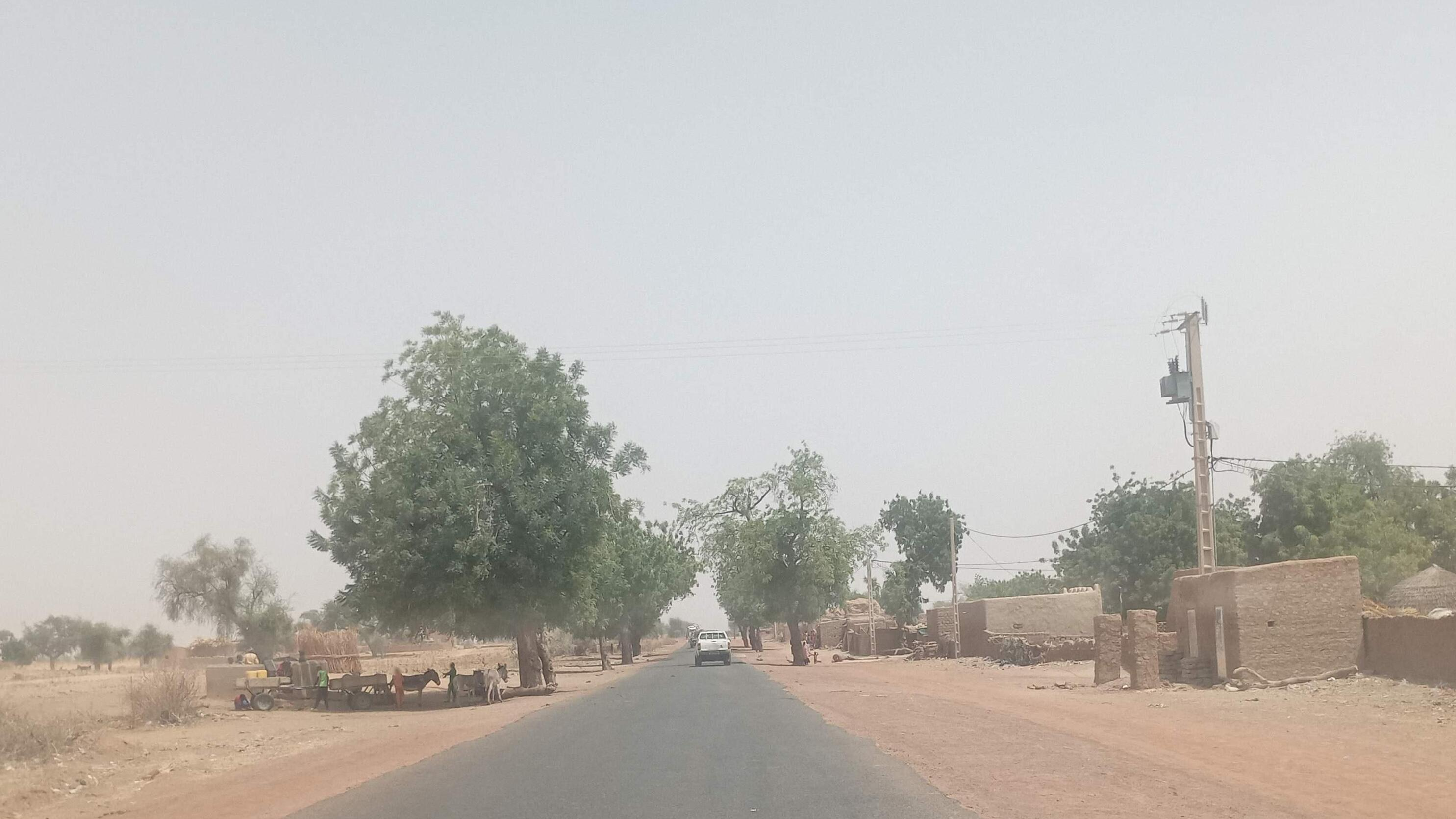
Nationalstraße 4 am Ortsrand von Kossogo (2025)

Am Ortsrand von Kossogo verläuft die Nationalstraße 4. Es gibt eine Grundschule im Dorf.